# Íjászat az 1976. évi nyári olimpiai játékokon
Az 1976. évi nyári olimpiai játékokon az íjászatban két nagy távú összetett versenyszámban osztottak érmeket.

## Éremtáblázat
(A rendező ország csapata eltérő háttérszínnel, az egyes számoszlopok legmagasabb értéke, vagy értékei vastagítással kiemelve.)
| Az 1976. évi nyári olimpiai játékok éremtáblázata íjászatban | Az 1976. évi nyári olimpiai játékok éremtáblázata íjászatban | Az 1976. évi nyári olimpiai játékok éremtáblázata íjászatban | Az 1976. évi nyári olimpiai játékok éremtáblázata íjászatban | Az 1976. évi nyári olimpiai játékok éremtáblázata íjászatban | Olimpia  |
| ------------------------------------------------------------ | ------------------------------------------------------------ | ------------------------------------------------------------ | ------------------------------------------------------------ | ------------------------------------------------------------ | -------- |
|                                                              | Ország                                                       | Arany                                                        | Ezüst                                                        | Bronz                                                        | Összesen |
| 1.                                                           | Egyesült Államok (USA)                                       | 2                                                            | 0                                                            | 0                                                            | 2        |
|                                                              |                                                              |                                                              |                                                              |                                                              |          |
| 2.                                                           | Szovjetunió (URS)                                            | 0                                                            | 1                                                            | 1                                                            | 2        |
| 3.                                                           | Japán (JPN)                                                  | 0                                                            | 1                                                            | 0                                                            | 1        |
|                                                              |                                                              |                                                              |                                                              |                                                              |          |
| 4.                                                           | Olaszország (ITA)                                            | 0                                                            | 0                                                            | 1                                                            | 1        |
|                                                              |                                                              |                                                              |                                                              |                                                              |          |
| Összesen                                                     | Összesen                                                     | 2                                                            | 2                                                            | 2                                                            | 6        |

## Érmesek
| Az 1976. évi nyári olimpiai játékok érmesei íjászatban |                                             |                                              |                                                   |
| Versenyszám                                            | Arany                                       | Ezüst                                        | Bronz                                             |
| Férfi négytávú összetett                               | Darell Pace · Egyesült Államok (USA) · 2571 | Micsinaga Hirosi · Japán (JPN) · 2502        | Giancarlo Ferrari · Olaszország (ITA) · 2495      |
| Női négytávú összetett                                 | Luann Ryon · Egyesült Államok (USA) · 2499  | Valentyina Kovpan · Szovjetunió (URS) · 2460 | Zebinyisszo Rusztamova · Szovjetunió (URS) · 2407 |